# Списък на чуждестранните футболисти във Втора професионална футболна лига
Тази статия представлява списък на чуждестранните футболисти, играли в българската Втора лига.
С удебелен шрифт са отбелязани играчите, които играят за отбори от Втора лига към датата на последно обновяване на списъка. В скоби са посочени само годините, в които футболистите са се състезавали във втория ешелон на българския футбол.
В списъка не фигурират футболисти, които са родени на територията на България, но играят за други национални отбори (Армен Амбарцумян за Армения, Самир Аясс за Ливан, Монир Ал-Бадарин за Палестина).

## Австралия
- Крис Киоусис – Пирин (Благоевград) (2019)[1]
- Милислав Попович – Струмска слава (2021 – 2022)
- Бул Юач – Добруджа (2023)

## Албания
- Йетон Гаши – ФК Кремиковци[2]
- Анди Рея – Левски (Карлово) (2017)
- Реди Каса – Септември (София) (2021)

## Алжир
- Билел Абделкадус – Верея (Стара Загора) (2014)
- Набил Еженави – Оборище (Панагюрище) (2017 – 2018)
- Хосим Лагун – Ботев (Гълъбово) (2018)
- Исмаел Тайдер – Локомотив (София) (2018 – 2019)
- Мохамед Брахими – Нефтохимик (2021)
- Айоб Тазоути – Спортист Своге (2022)
- Мехди Уамри – Монтана (2022 – 2023)

## Англия
- Андрю Мусунгу – Оборище (Панагюрище) (2016)
- Джордж Лукас – Оборище (Панагюрище) (2017 – 2018)
- Ибрахим Меите – Пирин (Благоевград) (2020)
- Джордж Оакли – Пирин (Благоевград) (2020)

## Аржентина
- Сезар Лионел Вердера – Вихрен (Сандански) (2010 – 2011)
- Гуидо Абаян – ОФК Етър (2016)
- Николас Фемиа – Етър (2021)

## Армения
- Андрей Шахкелдян – Ботев (Враца) (2016 – 2017)
- Саргис Шахинян – Монтана (2018)

## Беларус
- Владимир Глебов – Светкавица (Търговище) (1991 – 1992)

## Белгия
- Сам де Меестер – Етър (2011 – 2012)
- Етиен Муканя – Добруджа (2018 - 2019)
- Максим Кос – Струмска слава (Радомир) (2018 – 2019)
- Фудил Идрис – Монтана (2021 – 2023)
- Айман Касими – Монтана (2022)
- Гийом Тири - ФК Созопол (2022 - 2023)

## Бразилия
- Вава – Беласица (Петрич) (2000 – 2001)
- Жуниван – Беласица (Петрич) (2002 – 2003)
- Кристиан да Коста – Спортист (Своге) (2011 – 2012)
- Ели Маркеш – Монтана (2013 – 2014), Оборище (Панагюрище) (2015 – 2016, 2017 – 2018), Банско (2016)
- Жайро Родригес – Ботев (Враца) (2013 – 2014)
- Брендо Барбоса – Спартак (Плевен) (2017)
- Евертон Джилио – Том – Локомотив (София) (2017 – 2018, 2019 – 2020), Спартак Плевен (2022), ЦСКА 1948 II (2023 – )
- Фернандо Енрике – Оборище (Панагюрище) (2017 – 2018)
- Жако – Оборище (Панагюрище) (2017)
- Габриел до Кармо – ФК Созопол (2017 – 2018)
- Лукас Вилиан – Арда (Кърджали) (2018 – 2019)
- Диего да Силва – Арда (Кърджали) (2018 – 2019)
- Луан Виана – ФК Царско село (2019)
- Родриго Барони – Хебър (Пазарджик) (2019)
- Педро Ферари – Локомотив (София) (2019 – 2021)
- Шоко – Локомотив (София) (2019 – 2020), Лудогорец II (2020)
- Габриел Перейра – Пирин (Благоевград) (2019 – 2020)
- Матеус Касарото – Кариана (Ерден) (2020 – 2021)
- Матеус Дуарте – Локомотив (София) (2020 – 2021)
- Уелингтон да Силва – Том – Добруджа (2021 – 2022)
- Жуниньо – ЦСКА 1948 II (2022 – )
- Тиаго Барбоса – ЦСКА 1948 II (2022 – )
- Игор Фелипе – Беласица (2022 – )
- Калубер Сантана – Спартак Плевен (2022 – 2023)
- Педриньо – Миньор (Перник) (2023)
- Бруно Франко – Спартак (Плевен) (2022)
- Лукас Вилиан – Спортист (Своге) (2023 – )
- Винисиус Белоти – Бдин Видин (2023 – )[3]
- Габриел Вулкано – Черноморец (Балчик) (2023 – )[4]

## Бурунди
- Джонатан Нанизаямо – Верея (Стара Загора) (2014 – 2015)

## Гана
- Принс Ампонса – Калиакра (Каварна) (2009), Волов (Шумен) (2010)[5]
- Майкъл Тевия – Любимец (2012 – 2013), Локомотив (Мездра) (2015 – 2016), ОФК Поморие (2016)
- Кевин Осей – Спартак (Плевен) (2016 – 2017), Локомотив (Горна Оряховица) (2017 – 2018)
- Ишмаел Байдуу - Септември (София) (2016 - 2017)
- Шариф Осман – Добруджа (2022 – )
- Кристофър Ачеампонг - ЦСКА 1948 II (2021 - )
- Абдул Алхасан – Добруджа (2023 – )

## Гвинея
- Момо Туре - Ботев Пловдив II (2021 - 2022)

## Германия
- Аарон Чимуанга – ФК Крумовград (2022 – 2023)[6]

## Грузия
- Енрико Беришвили – Розова долина (Казанлък) (1993 – 1994)[7]
- Темури Кипиани – Розова долина (Казанлък) (1993 – 1994)
- Тамаз Пертия – Дунав (Русе) (1999 – 2000)
- Нинуа Коба – Беласица (Петрич) (1999 – 2000)
- Автандил Глонти – Дунав (Русе) (2001 – 2002)[8]
- Гоча Куледжишвили – Дунав (Русе) (2001 – 2002)
- Гурам Гощелиани – Пирин (Благоевград) (2020 – 2021)

## Гърция
- Анестис Хадзилиадис – Локомотив (София) (2016 – 2017)
- Йоргос Бузукис – Локомотив (София) (2016 – 2017, 2018 – 2019)
- Илиас Игнатидис – Левски (Карлово) (2016 – 2017)
- Лазарос Фотиас – Оборище (Панагюрище) (2016 – 2017)
- Йоанис Динотакис – Левски (Карлово) (2017)
- Евтимис Гамагас – Локомотив (София) (2017)
- Христос Контохристос – Локомотив (София) (2018 – 2019), Пирин (Благоевград) (2019 – 2020)
- Константинос Манолас – Локомотив (София) (2018)
- Йоргос Ефстратиадис – Струмска слава (Радомир) (2021)
- Петрос Бакуцис – Миньор (Перник) (2022), Спартак (Плевен) (2023 – )
- Атанасиос Пицолис – Спартак (Плевен) (2023 – )

## ДР Конго
- Кен Мабика Тасин – Спартак (Плевен) (2017)
- Аристот Н'Донгала – Локомотив (Горна Оряховица) (2017)
- Грасе Танда – Левски (Лом) (2021)
- Антони Моси - Септември (Симитли) (2021 - 2022)

## Ирландия
- Конър Хендърсън – Пирин (Благоевград) (2019 – 2021)

## Испания
- Алфредо – Бдин (Видин) (2009 – 2010)[9]
- Луис Мануел Хименез – ФК Шумен (2012 – 2013)
- Карлос Гарсия – Струмска слава (Радомир) (2018)

## Италия
- Марко Каркандзиу – Етър (2009 – 2011)
- Давиде Кроче – ФК Шумен (2012 – 2013)
- Стефано Блайота – ФК Шумен (2012 – 2013)
- Пио Импаглиатели – ФК Шумен (2012 – 2013)
- Емануеле Морини – ФК Шумен (2012 – 2013)
- Николо ди Чезаре – ФК Шумен (2012 – 2013)
- Стефано Росиани – ФК Шумен (2012 – 2013)
- Антонио Кароза – ФК Шумен (2012 – 2013)
- Давиде Конти – ФК Шумен (2012 – 2013)
- Джовани Касела – ФК Шумен (2012 – 2013)
- Даниеле Скавета – ФК Шумен (2012 – 2013)
- Алесандро Спада – ФК Шумен (2012 – 2013)
- Джанмарко Пичоне – ФК Шумен (2012 – 2013)
- Едуардо Зита – Ботев (Враца) (2013 – 2014)
- Анджело Монтенегро – Ботев (Враца) (2014)
- Алесандро дел Дженио – Ботев (Враца) (2015)
- Антонио Лентини - Добруджа (2021 - 2022)
- Рафаел Вероне – ФК Крумовград (2022 – 2023)
- Седрик Каломбо – Миньор (Перник) (2023)

## Люксембург
- Енрике Девенс – ФК Крумовград (2022 – 2023)

## Камерун
- Даниел Беконо – Берое (2003 – 2004)[10]
- Марсел Еламе – Берое (2003 – 2004), Несебър (2009 – 2010)
- Соломон Батамаг – Берое (2003 – 2004)
- Мерлин Бойомо – ФК Шумен (2012)
- Фабрис Фауса – Калиакра (Каварна) (2013 – 2014)
- Франк Мбарга – Локомотив (София) (2018)
- Франк Елле – Спартак (Плевен) (2023), Монтана (2023 – )
- Куфре Ета – Беласица (2022 – )

## Киргизстан
- Руслан Аджиев – Миньор (Перник) (1992)[11]
- Нематджан Закиров – Левски (Кюстендил) (1994 – 1995)

## Китай
- Дзаминг Луи – Нефтохимик (Бургас) (2017 – 2018)[12]
- Женг Зиксянг /известен също като Бофан Женг/[13] – ФК Несебър (2017 – 2019)[14]
- Шу Ляо – ОФК Поморие (2017)[15]

## Колумбия
- Хуан Алзате – Струмска слава (Радомир) (2018 – 2021)
- Хуан Пабло Гонсалес – Пирин (Благоевград) (2018 – 2019)
- Ласидес Мендес – ФК Созопол (2022 – 2023)
- Едиардо Манярес – ФК Созопол (2022 – 2023)
- Джеферсон Гранадо – ФК Крумовград (2022 – 2023)
- Давид Ангуло - Струмска слава (Радомир) (2022 - 2023)

## Кот д'Ивоар
- Куатара Мамаду – Рилски спортист (2007 – 2009), Бдин (Видин) (2010 – 2011), Дунав (Русе) (2013 – 2014)[16]
- Фидел Куаме – Рилски спортист (2007 – 2009), Ком-Миньор (2010), Септември (Симитли) (2012 – 2013)[17]
- Джонатан Нанджу – Ком-Миньор (2010 – 2011)[18]
- Франк Коре – Септември (Симитли) (2015 – 2016)[19]
- Андерсон Банво – Верея (Стара Загора) (2015)
- Брадли Меледже – Пирин (Благоевград) (2019 – 2020)
- Аксел Талонса – Беласица (2023)

## Кюрасао
- Лиандро Мартис – Монтана (2021 – 2022)

## Мали
- Коли Канте – Беласица (Петрич) (2009 – 2010)
- Абдулайе Кулибали – Локомотив (Мездра) (2016)
- Кристофър Мафумби – Верея (Стара Загора) (2016)
- Мохамед Сила – Левски (Лом) (2021 – 2022)

## Мароко
- Ясин Ел Харуби – Верея (Стара Загора) (2014 – 2015)
- Адил Бензариу – Спартак (Плевен) (2016 – 2017)

## Мексико
- Карлос Гарсия Рубио – Струмска слава (Радомир) (2017 – 2018)

## Молдова
- Николай Чеботари – Ботев (Враца) (2017)
- Валериу Тирон - Добруджа (2018 - 2019)
- Лаур Читану – Спартак (Варна) (2022)
- Григоре Коскодан – Добрдужа (2022)
- Александру Осипов – ФК Крумовград (2022 – 2023)

## Нигер
- Оливие Харуна Боне – Верея (Стара Загора) (2014 – 2015)

## Нигерия
- Майкъл Алози – Берое (2003 – 2004)
- Шалозе Удоджи – Вихрен (Сандански) (2004 – 2005)
- Юсуф Бело – Вихрен (Сандански) (2004 – 2005), Рилски спортист (2007 – 2008)
- Емануел Баба – Спартак (Варна) (2005 – 2006)
- Съни Икиде – Рилски спортист (2009 – 2010)[20]
- Екундайо Джайеоба – Вихрен (Сандански) (2009 – 2010), Етър 1924 (2010 – 2011), Доростол (Силистра) (2012)
- Салас Окечукво – Оборище (Панагюрище) (2015 – 2016), Царско село (2016 – 2018), Струмска слава (Радомир) (2018)
- Офоте Пол – Витоша (Бистрица) (2016 – 2017)
- Жегеде Самсон – Банско (2017)
- Точукву Ннади – Ботев Пловдив II (2021 – 2022)
- Самуел Акере – Ботев Пловдив II (2021 – 2023)
- Жоб Окпаначи – ФК Созопол (2022 – 2023)
- Соломон Джеймс – Марица (Пловдив) (2022 – )
- Ифеани Давид – Марица (Пловдив) (2022 – )
- Сулейман Абдулганю – Литекс (2022 – )
- Кингсли Бучи – Литекс (2022 – )
- Филип Еджике – Монтана (2022 – )
- Моузес Кандидус – ФК Крумовград (2022 – 2023), Ботев Пловдив II (2023 – )
- Келеши Онвугамба – Монтана (2023)

## Нидерландия
- Карим Мосаоури – Етър (2011 – 2012)
- Назарио дьо Фретес – Спартак (Варна) (2019)
- Джеричио Валентин – Спартак (Варна) (2020)
- Дилън Джордж – Спартак (Варна) (2021)
- Акрам Салхи - Левски Лом (2021 - 2022)
- Журиан Зандвилет - Левски Лом (2021 - 2022)

## Панама
- Чарли Тейлър - Септември (Симитли) (2020 - 2021)
- Даниел Тейлър  - Септември (Симитли) (2020 - 2021)
- Хосе Кордоба – Етър (Велико Търново) (2021)
- Мартин Моран – Етър (Велико Търново) (2021 - 2022)
- Ромееш Ивей – Етър (Велико Търново) (2021 – 2022), Спартак (Варна) (2023 -)
- Хавиер Бетегон – Етър (Велико Търново) (2022 – 2023)

## Португалия
- Жамес Лима - Хебър (2020)
- Уилсон Фелипе – Нефтохимик (2021), Етър (Велико Търново) (2021 – 2022)
- Еспаньол - Септември (София) (2021 - 2022)

## Република Конго
- Кристофър Матумби - Верея (Стара Загора) (2015 - 2016)
- Арсен Любоя – Локомотив (Мездра) (2016)
- Родриг Нанителамио – Спартак (Плевен) (2017)
- Била Антонио – Пирин (Благоевград) (2019 – 2020), Нефтохимик (2020)

## Румъния
- Петре - Адриан Чиуче – Бдин (Видин) (2009 – 2010)
- Драгош Фиртулеску - Добруджа (2021 - 2022)

## Русия
- Владимир Сичов – Велбъжд (Кюстендил) (1991 – 1992), Чавдар (Бяла Слатина) (1992) Монтана (1993 – 1994)[21]
- Валерий Сидоренко – Велбъжд (Кюстендил) (1991 – 1992)[22]
- Игор Кулиш – Слънчев бряг (1990 – 1991), Септември (София) (1993 – 1994), Спартак (Варна) (1994 – 1995)
- Руслан Йончев – Академик (Свищов) (2012)
- Роман Васенев - ФК Созопол (2020 - 2021)

## Северна Македония
- Благовест Джурджевски – ФК Кремиковци
- Стоимир Урошевич – Велбъжд (Кюстендил) (1994 – 1995)
- Драги Коцев – Пирин (Благоевград) (2005 – 2007, 2014 – 2015), Пирин (Гоце Делчев) (2007 – 2008)
- Зоран Златковски – Лудогорец (2011)
- Дончо Николов – Септември (Симитли) (2012 – 2013)
- Георги Никовски – Светкавица (Търговище) (2012 – 2013)
- Мартин Митев – Локомотив (Мездра) (2014 – 2015)
- Димитър Николов – Черноморец (Бургас) (2014 – 2015)
- Андрея Ефремов – Локомотив (София) (2017 – 2018)
- Страхиня Кръстевски – Локомотив (София) (2018)
- Мариан Алтипармаковски – Пирин (Благоевград) (2019 – 2020)
- Адриан Чаволи – Струмска слава (Радомир) (2020)
- Марио Илиевски - Септември (София) (2020 - 2022)
- Марио Младеновски – Ботев Пловдив II (2021 - 2022)
- Виктор Марковски – Левски (Лом) (2021)
- Марко Стойчевски – Монтана (2023)
- Стоянчо Велинов – Черноморец (Бургас) (2023 – )
- Мартин Стоянов – Септември (София) (2023 – )

## Сенегал
- Жустино Мендес – Кариана (Ерден) (2020)
- Яя Соу – Марек Дупница (2021), Добруджа (2022)
- Осман Диаките - Ботев Пловдив II (2023)
- Алиуне Бадара – Септември (София) (2023 – )[23]

## Словения
- Милан Кочич – ФК Шумен (2012 – 2013)
- Нейц Колман – ФК Шумен (2012 – 2013)
- Ернест Гървала – Арда (Кърджали) (2019)

## Сърбия
- Желко Йоксимович – Спартак (Плевен) (2002 – 2003)
- Зоран Цветкович – Вихрен (Сандански) (2003 – 2005), Бдин (Видин) (2009 – 2010, 2011 – 2012)
- Марко Палавестрич – Спартак (Варна) (2005 – 2006)
- Предраг Пажин – Локомотив (Мездра) (2008)
- Марко Илич – Берое (2008 – 2009)
- Ненад Стаменкович – Марек (Дупница) (2008 – 2010)
- Саша Антунович – Ком-Миньор (2009)
- Мирослав Милошевич – Добруджа (Добрич) (2009 – 2010)
- Лазар Йовишич – Черноморец (Поморие) (2011)
- Душан Делянин – ФК Поморие (2011 – 2012), Пирин (Разлог) (2012 – 2014)
- Велимир Иванович – Доростол 2003 (2011), Спартак (Варна) (2011 – 2012), Светкавица (Търговище) (2012 – 2013)
- Никола Радулович – Академик (София) (2011 – 2012), Спартак (Варна) (2014), Септември (Симитли) (2014 – 2016)
- Дарко Савич – Ботев (Враца) (2013 – 2015)
- Небойша Иванчевич - Монтана (2017 - 2018)
- Зоран Своня – Локомотив (София) (2018 – 2019)
- Марко Прълевич – ФК Царско село (2018)
- Неманя Иванов – Локомотив (София) (2019 – 2020)
- Саша Домич – Локомотив (София) (2019)
- Лука Стоянович - Левски (Лом) (2021 - 2022)

## Таджикистан
- Нозим Бабаджанов – Черноморец (Балчик) (2017)

## Тунис
- Аймен Суда – Локомотив (Горна Оряховица) (2016)

## Туркменистан
- Игор Кислов – Дунав (Русе) (1994 – 1995)

## Украйна
- Александър Голоколосов – Шумен (1989 – 1990)
- Анатолий Мигул – Шумен (1991 – 1993)
- Андрей Кондратович – Спартак (Варна) (1991 – 1992)
- Владимир Хмелницкий – Спартак (Варна) (1991 – 1992)
- Вячеслав Терешенко – Беласица (Петрич) (1998 – 1999)
- Андрей Чопенко – Беласица (Петрич) (1998 – 1999)
- Дмитро Пархоменко – Ботев (Враца) (1998 – 2000)[24]
- Сергей Кочвар – Ботев (Враца) (1998 – 1999)
- Игор Харковченко – Ботев (Враца) (1999)
- Евгений Немодрук – Дунав (Русе) (1999)
- Александър Князев – Несебър (2010 – 2011), Любимец (2012)[25]
- Руслан Черненко - Марек (2021 - 2022)
- Микита Ходарковский - Черноморец (Балчик) (2023 - )

## Уругвай
- Матиас Ерера – ФК Банско (2017)

## Франция
- Гонджу Ибрахим – Вихрен (Сандански) (2010 – 2011)
- Юсеф Идриси – Етър (2011 – 2012)
- Давид Бицинду – Етър (2011 – 2012)
- Билел Абделкаус – Верея (Стара Загора) (2014 – 2015)
- Амаду Сукуна – Верея (Стара Загора) (2016)
- Крис Гади – Спартак (Плевен) (2016 – 2017), Монтана (2021 - 2022)
- Тейлър Салибур – Оборище (Панагюрище) (2016 – 2017)
- Муса Конате - Оборище (Панагюрище) (2016 - 2017)
- Натан Лазе – Оборище (Панагюрище) (2016 – 2017)
- Родриго Минетеламио – Спартак (Плевен) (2017)
- Джонатан Тасин – Спартак (Плевен) (2017)
- Ясин Амрауи – ФК Царско Село (2017)
- Куентин Гийон – Оборище (Панагюрище) (2017 – 2018)
- Бирахим Сарр – ФК Монтана (2017)
- Кевин Н'Чо – Левски (Карлово) (2017 - 2018)
- Жил Лоусън – ФК Созопол (2018), ФК Царско село (2018 – 2019)
- Бери Бертоломеу – Струмска слава (Радомир) (2018)
- Седрик Нанителамио – Локомотив (Горна Оряховица) (2018)
- Уго Койнтард – Струмска слава (Радомир) (2018)
- Браян Комтесе – ФК Несебър (2019)
- Жозуе Н'Тоя – Поморие (2019 – 2020)
- Уилфред Гримауд – Поморие (2019 – 2020)
- Глоар Антонио – Пирин (Благоевград) (2019 – 2020), Нефтохимик (2020)
- Редоан Аушет – Нефтохимик (2020)
- Джери Касонго – Нефтохимик (2020)
- Лионел Самба – Спартак (Варна) (2020), ФК Созопол (2022 - 2023)
- Джон-Кристоф Айна – Пирин (Благоевград) (2020 – 2021)
- Даниел Марие – Левски (Лом) (2021)
- Сами Пилер – Спортист Своге (2021 – 2023)
- Дауде Н'Донгала – Спортист (Своге) (2021), ЦСКА 1948 II (2022)
- Жан-Пиер да Силва - Септември (Симитли) (2021 - 2022)
- Наджиб Чибо - Септември (Симитли) (2021 - 2022)
- Нелсон Галванели - Септември (Симитли) (2021 - 2022)
- Алхюсеин Кейта - Марек (2021 - 2022)
- Уго Аззи – Ботев Пловдив II (2022 – 2023), ФК Крумовград (2022 – 2023)
- Уго Комано – Дунав Русе (2022 – 2023)
- Пепе Дилан – ФК Крумовград (2022 – 2023)
- Джами Джегхериф – Добруджа (2022 – 2023)
- Йохан Тиа - Добруджа (2022 - 2023)
- Луиджи-Фред Белембе - Добруджа (2022 - 2023)
- Софиян Диа – Миньор (Перник) (2023)
- Йохан Н'Зи – Созопол (2023), Спартак (Варна) (2023 – )
- Сайду Дембеле – Спортист (Своге) (2023 – )
- Кевин Беманга – Монтана (2023 – )

## Хърватия
- Ловре Кнежевич – Етър (Велико Търново) (2021 – 2022)
- Антонио Тута - Септември (Симитли) (2021 - 2022)
- Анте Матич – Литекс (2022 – )
- Морено Вушкович – Литекс (2022 – )

## Черна гора
- Неманя Сцекич - Монтана (2017 - 2018)
- Матия Пейович - Литекс (2022 - 2023)

## Чили
- Карлос Еспиноза – ФК Любимец (2011 – 2012)

## Швейцария
- Франческо Руберто – Пирин (Благоевград) (2020 – 2021), Септември (Симитли) (2021)
- Раел Лолала – Нефтохимик (2020 – 2021), Монтана (2023)

## Швеция
- Хосин Лагун - Ботев (Гълъбово) (2017 - 2018)
- Даниел Миянович – ФК Крумовград (2022 – 2023)[26]

## Шотландия
- Джон Ингълс – Ботев (Пловдив) (2001 – 2002)
- Рос Крисхолм – ФК Шумен (2012 – 2013)

## Южна Корея
- Ким Хо-йеон – Спартак (Варна) (2019)

## Япония
- Койчиро Изука – Академик (Свищов) (2013 – 2014)[27]
- Кокен Куроки – Локомотив (Горна Оряховица) (2017 – 2018)